# Pistacia mexicana
Espèce
Classification phylogénétique
Statut de conservation UICN

 NT  : Quasi menacé

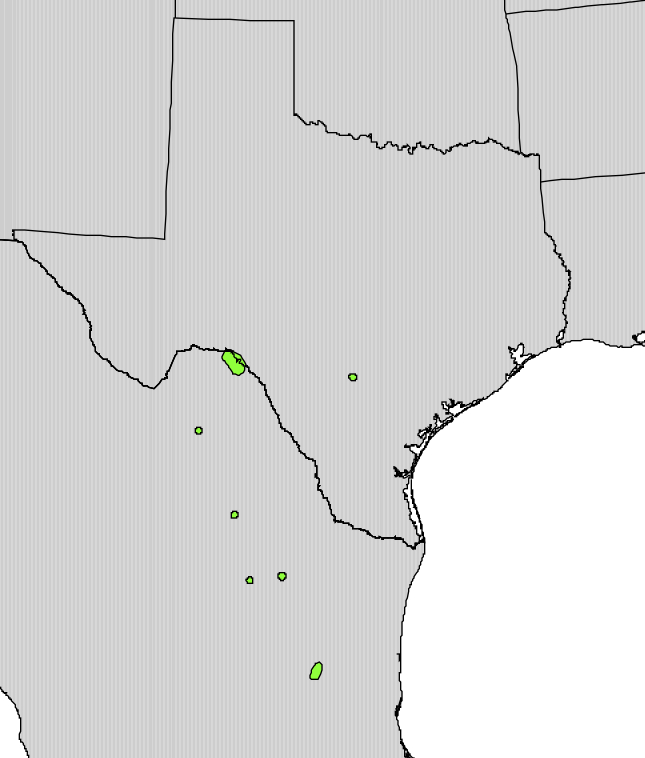
Zone d'origine de Pistacia mexicana

Pistacia mexicana, ou « pistachier américain » ou « wild pistachio »est une espèce de plante de la famille des Anacardiaceae.
Elle est présente au Guatemala, au Mexique, et aux Etats-Unis (Texas).
Pistacia mexicana est répertoriée comme « quasi menacée » dans la liste rouge de l'UICN.
Synonymes :
- Pistacia texana[1]

## Utilisation
Les chèvres broutent les feuilles, mais l'espèce est de peu d'importance en tant que source de nourriture car les petites graines sont souvent vides.